# Henry Stephens Salt
Henry Stephens Salt (20 de septiembre de 1851 - 19 de abril de 1939) fue un influyente escritor inglés socialista demócrata y activista por la reforma en campos como las prisiones, las escuelas, las instituciones económicas y el trato con los animales. Es considerado un vegetariano ético, opositor a la vivisección y pacifista. Fue también muy conocido como crítico literario, biógrafo, experto clásico, naturalista, y el hombre que dio a conocer a Mahatma Gandhi los influyentes trabajos de Henry David Thoreau.

## Biografía

### Juventud
Hijo de un coronel de la armada, Salt nació en India en 1851 pero viajó a Inglaterra en 1852. Estudió en el Eton College, el cual criticaría duramente por la importancia que se le otorgaba al deporte en relación con las actividades intelectuales. Posteriormente se graduó en la Universidad de Cambridge en 1875.
Henry Salt fue descrito como una persona amigable, lo que le permitió conocer durante su estancia en Eton a amigos con los que mantendría el contacto durante largo tiempo. Igualmente, fue en esta época en la que Salt comenzó a aproximarse a las ideas del vegetarianismo, el socialismo y la vida minimalista defendida por su “maestro” Thoreau.

### Maestro de escuela
Después de Cambridge, regresó a Eton como ayudante de maestro de escuela para enseñar los clásicos. De nuevo, Salt criticaría a la escuela, si bien ahora desde la perspectiva de maestro, señalando el poco apoyo por parte de la dirección a los docentes. Igualmente, no sería algo positivo para su ambiente laboral las ideas que defendía. Cuatro años más tarde, en 1879, se casó con Catherine (Kate) Joynes, la hija de un compañero maestro en Eton. 
Permaneció en Eton hasta 1884, cuando - inspirado en los ideales clásicos, pero disgustado por los hábitos alimenticios de sus compañeros maestros relativos a comer carne y la dependencia de los sirvientes - se mudó con Kate inicialmente a una pequeña cabaña en Tilford, Surrey, donde cultivó sus propias hortalizas y vivió de manera muy sencilla, sostenido por una pequeña pensión que había ido acumulando. Quedó absorto en sí mismo en la escritura y comenzó a trabajar en la pionera Liga Humanitaria.

### Liga Humanitaria
En 1891, Salt formó la Liga Humanitaria. Sus objetivos incluían la prohibición de la caza como deporte (en este aspecto puede ser considerada una precursora de la Liga Contra los Deportes Crueles). En 1914 la Liga Humanitaria publicó un gran volumen de ensayos en Killing for Sport, el prefacio fue escrito por George Bernard Shaw. El libro formaba un resumen de las acusaciones de la Humanitarian League sobre los "deportes sangrientos".
La Liga incluía también algunos miembros no vegetarianos, si bien favorables a la disminución de la crueldad dirigida contra los animales, por lo que podían encontrar muchas ideas en común. Claro ejemplo de ello fue la defensa que hizo la Liga por el abandono de los mataderos privados y su sustitución por mataderos públicos que utilizasen métodos más humanos de matar. Igualmente, se mostraron favorables a la mejora de las condiciones del transporte de ganado, pues causaban un importante sufrimiento sobre los animales. Sin embargo, la Liga no se limitaba a cuestiones vinculadas al bienestar animal, lo que queda patente con sus reivindicaciones para que se modificase la ley penal, que, sostenían, debería dejar de concebir la pena privativa de libertad como un castigo, para comenzar a ser considerada un medio de reforma del preso. Estos son meros ejemplos de un programa político mucho más amplio, que abarcaba otros puntos como la lucha contra las agresiones por parte de los profesores a sus alumnos, la oposición a la práctica de la vivisección, la reducción armamentística internacional o la mejora en el trato dado a las razas sometidas en las colonias.
Su círculo de amigos incluyó muchas figuras notables de finales del siglo XIX y principios del 20 de la vida literaria y política, incluyendo a los escritores Algernon Swinburne, John Galsworthy, Thomas Hardy, Rudyard Kipling, Havelock Ellis, Lev Tólstoi, Piotr Kropotkin, George Bernard Shaw y Robert Cunninghame-Graham, el dirigente sindical James Keir Hardie y los cofundadores de la Fabian Society, Hubert Bland y Annie Besant.

## Legado e influencia
Salt fue un pionero en la defensa de los derechos de los animales y un referente en Bioética para ideólogos animalistas como Tom Regan, Peter Singer, Paola Cavalieri o James Rachels.

## Obra
Durante su vida Salt escribió casi 41 libros. Su primer libro, Una defensa del vegetarianismo, fue publicado por la Sociedad Vegetariana en 1886. Produjo una aclamada biografía del filósofo Henry David Thoreau en 1890. Estos dos intereses le condujeron después a contraer amistad con Mahatma Gandhi. De hecho, este último fue invitado a la reunión de la London Vegetarian Society en 1931 a dar un discurso, en el cual lanzó profundos halagos a Henry S. Salt, y explicó la gran influencia que tuvo sobre él leer Una defensa del vegetarianismo.
Entre sus obras más relevantes cabe destacar Animals' Rights: Considered in Relation to Social Progress, que constituye quizá la primera gran obra académica que trata en profundidad la cuestión de los derechos de los animales; Una defensa del vegetarianismo, formada por nueve ensayos en los que el autor reflexiona acerca de la dieta, tratando cuestiones como el canibalismo, la salud y la ética, y La lógica del vegetarianismo.

## Publicaciones selectas
Salt escribió unos 40 libros, además de numerosos panfletos y artículos. La siguiente es solo una selección:
- A Plea for Vegetarianism (1886)
- A Shelley Primer (1887)
- Humanitarianism: Its General Principles and Progress (1887)
- Life of Henry David Thoreau (1890; London: Walter Scott, 1896). Reprinted by Kessinger Publishing. ISBN 1-4179-7028-6
- Animals' Rights: Considered in Relation to Social Progress (1892). Reprinted, with a Preface by Peter Singer (Clarks Summit, PA: Society for Animal Rights, 1980). ISBN 0-9602632-0-9
- Quotes & Excerpts from Henry Salt's Animals' Rights (1892)
- Richard Jefferies: A Study (1894)
- Selections from Thoreau (1895)
- Percy Bysshe Shelley: Poet and Pioneer (1896)
- The logic of vegetarianism (1899)
- Richard Jefferies: His Life and His Ideas (1905)
- The Faith of Richard Jefferies (1906)
- Cambrian and Cumbrian Hills: Pilgrimages to Snowdon and Scafell (1908)
- Eton under Hornby: Some Reminiscences and Reflections (1910)
- The Humanities of Diet (1914)
- Seventy Years among Savages (1921)
- Call of the Wildflower (1922)
- The Story of My Cousins (1923)
- Our Vanishing Wildflowers (1928)
- Memories of Bygone Eton (1928)
- Company I Have Kept (1930)
- Cum Grano (1931)
- The Creed of Kinship (1935)

## Publicaciones traducidas al castellano
- Los derechos de los animales, Madrid: Los Libros de la Catarata, 1999. Prólogo de Jesús Mosterín. Traducción de Carlos Martín Ramírez y María del Carmen González Sánchez. ISBN 9788483190463.
- La lógica del vegetarianismo, Madrid: Ediciones Amaniel, 2018. Prólogo y traducción de Carlos Tuñón. Epílogo de Ernesto Castro. ISBN 9788494933806.
- Una defensa del vegetarianismo, Madrid: Los Libros de la Catarata, 2022. Prólogo y traducción de Carlos Tuñón. Epílogo de Eze Paez. ISBN 9788413524009.